# Filmografia de Charlize Theron

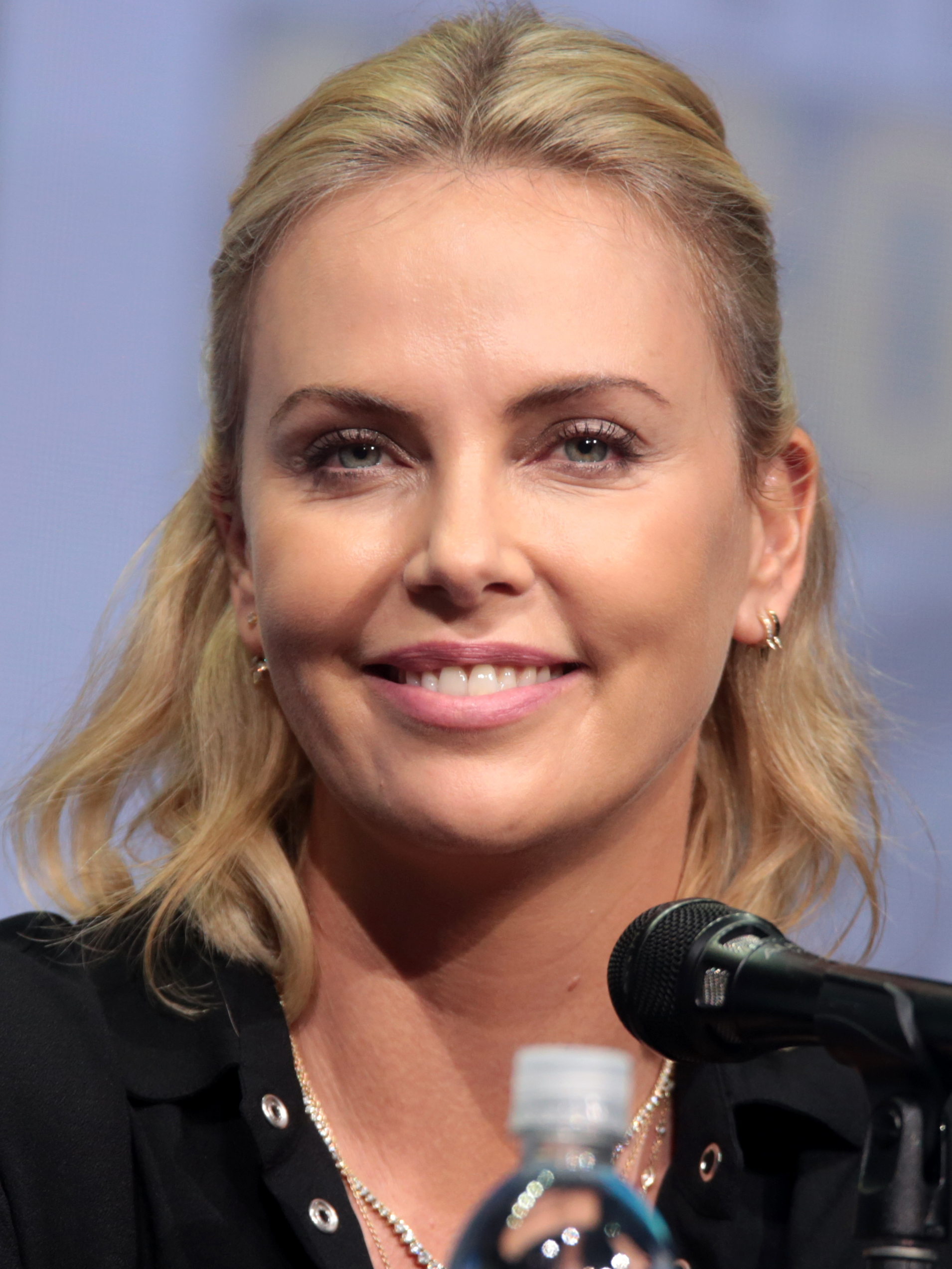
Theron na San Diego Comic-Con de 2017

Charlize Theron é uma atriz sul-africana-americana que fez sua estreia no cinema em um papel não creditado como seguidora de um culto de terror de 1995 Children of the Corn III: Urban Harvest. Theron seguiu com aparições como a namorada de um assassino em 2 Days in the Valley, uma garçonete na comédia romântica Trial and Error (1997), e uma mulher atormentada por visões demoníacos no thriller de mistério The Devil's Advocate (1997) com Keanu Reeves e Al Pacino. Ela apareceu no thriller de ficção científica The Astronaut's Wife com Johnny Depp e The Cider House Rules de Lasse Hallström (ambos de 1999). Por sua interpretação da assassina em série Aileen Wuornos no drama policial Monster (2003), Theron recebeu o Óscar de Melhor Atriz, e o Globo de Ouro de Melhor Atriz em Filme - Drama, e o Screen Actor Guild Award de Melhor Performance de uma Atriz em Papel Principal. No ano seguinte, ela interpretou a artista sueca Britt Ekland no filme biográfico The Life and Death of Peter Sellers.
Theron interpretou a assassina rebelde homônima no filme de ação de ficção científica Æon Flux, e uma mineradora lutando contra assédio sexual no drama North Country (ambos de 2005). O último papel lhe rendeu uma indicação de Melhor Atriz no Oscar e no BAFTA.
No mesmo ano, ela dublou Æon Flux na adaptação de videogame para o filme, pelo qual recebeu prêmio de Melhor Performance Feminina no Spike Video Game Awards. Três anos mais tarde, Theron estrelou o filme de super-herói Hancock com Will Smith. O filme arrecadou mais de US$ 624 milhões nas bilheterias mundiais. Ela recebeu uma indicação ao Globo de Ouro de Melhor Atriz - Comédia ou Musical por seu papel como uma escritora alcoólatra na comédia dramática Young Adult (2011). No ano seguinte, Theron apareceu no filme de ação e aventura Snow White and the Huntsman e no filme deficção científica de Ridley Scott, Prometheus. Em 2015, ela interpretou a Imperatriz Furiosa em Mad Max: Fury Road, de George Miller. Dois anos depois, Theron apareceu como o gênio do crime Cipher no filme de ação The Fate of the Furious (2017), um papel que ela repetiria em F9 (2021), Fast X (2023) e Fast XI (2026). Theron seguiu com atuações aclamadas na comédia dramática Tully (2018), na comédia romântica Long Shot (2019) e no drama biográfico Bombshell (2019), o último dos quais lhe rendeu uma terceira indicação ao Oscar.

## Filme
| Ano  | Filme                                       | Papel                        | Notas                            | Ref(s)        |
| ---- | ------------------------------------------- | ---------------------------- | -------------------------------- | ------------- |
| 1995 | Children of the Corn III: Urban Harvest     | Eli's Follower               | Não creditada; Direto para vídeo | [ 2 ] [ 20 ]  |
| 1996 | 2 Days in the Valley                        | Helga Svelgen                |                                  | [ 21 ] [ 22 ] |
| 1996 | That Thing You Do!                          | Tina Powers                  |                                  | [ 23 ]        |
| 1997 | Trial and Error                             | Billie Tyler                 |                                  | [ 4 ] [ 24 ]  |
| 1997 | The Devil's Advocate                        | Mary Ann Lomax               |                                  | [ 25 ]        |
| 1998 | Celebrity                                   | Supermodelo                  |                                  | [ 26 ]        |
| 1998 | Mighty Joe Young                            | Jill Young                   |                                  | [ 25 ]        |
| 1999 | The Astronaut's Wife                        | Jillian Armacost             |                                  | [ 27 ]        |
| 1999 | The Cider House Rules                       | Candy Kendall                |                                  | [ 25 ]        |
| 2000 | Reindeer Games                              | Ashley Mercer                |                                  | [ 28 ]        |
| 2000 | The Yards                                   | Erica Stoltz                 |                                  | [ 25 ]        |
| 2000 | Men of Honor                                | Gwen Sunday                  |                                  | [ 29 ]        |
| 2000 | The Legend of Bagger Vance                  | Adele Invergordon            |                                  | [ 25 ]        |
| 2001 | Sweet November                              | Sara Deever                  |                                  | [ 25 ]        |
| 2001 | 15 Minutes                                  | Rose Hearn                   |                                  | [ 30 ]        |
| 2001 | The Curse of the Jade Scorpion              | Laura Kensington             |                                  | [ 25 ]        |
| 2002 | Trapped                                     | Karen Jennings               |                                  | [ 31 ]        |
| 2002 | Waking Up in Reno                           | Candy Kirkendall             |                                  | [ 25 ] [ 32 ] |
| 2003 | The Italian Job                             | Stella Bridger               |                                  | [ 33 ]        |
| 2003 | Monster                                     | Aileen Wuornos               |                                  | [ 34 ]        |
| 2004 | Head in the Clouds                          | Gilda Bessé                  |                                  | [ 25 ]        |
| 2005 | North Country                               | Josey Aimes                  |                                  | [ 25 ]        |
| 2005 | Æon Flux                                    | Æon Flux                     |                                  | [ 35 ]        |
| 2007 | In the Valley of Elah                       | Detetive Emily Sanders       |                                  | [ 25 ]        |
| 2007 | Battle in Seattle                           | Ella                         |                                  | [ 36 ]        |
| 2008 | Sleepwalking                                | Joleen Reedy                 | Também produtora                 | [ 37 ]        |
| 2008 | Hancock                                     | Mary Embrey                  |                                  | [ 25 ]        |
| 2008 | The Burning Plain                           | Sylvia                       | Também produtora executiva       | [ 38 ]        |
| 2009 | The Road                                    | Esposa                       |                                  | [ 25 ]        |
| 2009 | Astro Boy                                   | Narradora                    | Vo                               | [ 25 ]        |
| 2011 | Young Adult                                 | Mavis Gary                   |                                  | [ 25 ]        |
| 2012 | Snow White and the Huntsman                 | Rainha Ravenna               |                                  | [ 39 ]        |
| 2012 | Prometheus                                  | Meredith Vickers             |                                  | [ 40 ]        |
| 2014 | A Million Ways to Die in the West           | Anna                         |                                  | [ 25 ]        |
| 2015 | Dark Places                                 | Libby Day                    | Também produtora                 | [ 41 ]        |
| 2015 | Mad Max: Fury Road                          | Imperator Furiosa            |                                  | [ 42 ]        |
| 2016 | The Huntsman: Winter's War                  | Rainha Ravenna               |                                  | [ 43 ]        |
| 2016 | The Last Face                               | Wren Petersen                |                                  | [ 44 ]        |
| 2016 | Kubo and the Two Strings                    | Macaca / Sariatu             | Voz                              | [ 45 ] [ 46 ] |
| 2017 | Atomic Blonde                               | Lorraine Broughton           | Também produtora                 | [ 47 ] [ 48 ] |
| 2017 | The Fate of the Furious                     | Cipher                       |                                  | [ 49 ] [ 50 ] |
| 2018 | Tully                                       | Marlo                        | Também produtora                 | [ 51 ]        |
| 2018 | Gringo                                      | Elaine Markinson             | Também produtora                 | [ 52 ]        |
| 2019 | Long Shot                                   | Charlotte Field              | Também produtora                 | [ 53 ]        |
| 2019 | The Addams Family                           | Morticia Addams              | Voz; Também produtora executiva  | [ 54 ]        |
| 2019 | Bombshell                                   | Megyn Kelly                  | Também produtora                 | [ 55 ]        |
| 2020 | The Old Guard                               | Andromaca / Andy             | Também produtora                 | [ 56 ]        |
| 2021 | F9                                          | Cipher                       |                                  | [ 57 ]        |
| 2021 | The Addams Family 2                         | Morticia Addams              | Voz                              | [ 58 ]        |
| 2022 | Doctor Strange in the Multiverse of Madness | Clea (Cena pós-créditos)     | Cameo; cena pós-crédito          | [ 59 ]        |
| 2022 | The School for Good and Evil                | Lady Lesso                   |                                  | [ 60 ]        |
| 2023 | Fast X                                      | Cipher                       |                                  | [ 61 ]        |
| ASA  | The Old Guard 2†                            | Andromache "Andy" of Scythia | Pós-produção; também produtora   | [ 62 ]        |

| † | Indica filmes que ainda não foram lançados |

## Televisão
| Ano  | Filme                               | Papel                        | Notas                                                   | Ref(s) |
| ---- | ----------------------------------- | ---------------------------- | ------------------------------------------------------- | ------ |
| 1997 | Hollywood Confidential              | Sally Bowen                  | Filme para televisão                                    | [ 63 ] |
| 2000 | Saturday Night Live                 | Ela mesma                    | Episódio: "Charlize Theron / Paul Simon"                | [ 64 ] |
| 2004 | The Life and Death of Peter Sellers | Britt Ekland                 | Filme para televisão                                    | [ 65 ] |
| 2005 | Arrested Development                | Rita Leeds                   | 5 episódios                                             | [ 66 ] |
| 2006 | Robot Chicken                       | Mãe de Daniel                | Voz; episódio: "Book of Corrine"                        |        |
| 2014 | Saturday Night Live                 | Ela mesma                    | Episódio: "Charlize Theron / The Black Keys"            | [ 67 ] |
| 2017 | The Orville                         | Pria Lavesque                | Episódio: "Pria"                                        | [ 68 ] |
| 2020 | Home Movie: The Princess Bride      | Fezzik                       | Episódio: "Chapter Nine: Have Fun Storming the Castle!" | [ 69 ] |
| 2022 | The Boys                            | Ela mesma jogando Stormfront | Cameo; episódio: "Payback"                              | [ 70 ] |
| 2024 | RuPaul's Drag Race                  | Guest Judge                  | 1 episódio ("Rate-A-Queen")                             | [ 71 ] |

## Trabalho de produção
| Ano       | Título                                                 | Trabalho  | Notas                      |
| Ano       | Título                                                 | Produtora | Notas                      |
| --------- | ------------------------------------------------------ | --------- | -------------------------- |
| 2006      | East of Havana                                         | Sim       | Documentário               |
| 2012      | Hatfields & McCoys                                     | Executiva | apenas piloto de televisão |
| 2016      | Brain on Fire                                          | Sim       | Longa-metragem             |
| 2017      | Girlboss                                               | Executiva | 13 episódios               |
| 2017–2019 | Mindhunter                                             | Executiva | 19 episódios               |
| 2019      | Murder Mystery                                         | Executiva | Longa-metragem             |
| 2019      | Hyperdrive                                             | Executiva | 10 episódios               |
| 2023      | Last Call: When a Serial Killer Stalked Queer New York | Executiva | 4 episódios                |

## Vídeos musicais
| Ano  | Título    | Papel   | Artista         | Ref(s) |
| ---- | --------- | ------- | --------------- | ------ |
| 2010 | Crossfire | Heroine | Brandon Flowers | [ 72 ] |

## Video games
| Ano  | Título   | Papel de voz | Ref(s) |
| ---- | -------- | ------------ | ------ |
| 2005 | Æon Flux | Æon Flux     | [ 73 ] |

## Web
| Ano  | Título                                          | Papel     | Ref(s) |
| ---- | ----------------------------------------------- | --------- | ------ |
| 2009 | Between Two Ferns with Zach Galifianakis        | Ela mesma | [ 74 ] |
| 2012 | Charlize Theron Got Hacked                      | Ela mesma | [ 75 ] |
| 2017 | 10 Ways To Drive Him Wild (ft. Charlize Theron) | Ela mesma | [ 76 ] |